# Miasto zwane piekłem
Miasto zwane piekłem – komiks z serii Usagi Yojimbo o przygodach królika samuraja. Autorem komiksu jest Stan Sakai.

## Fabuła komiksu
- Miasto zwane piekłem

Usagi Yojimbo trafia do miasta, gdzie o władzę rywalizują dwa gangi, kontrolujący od dawna miasto - szefa Higi i nowo przybyły - szefa Komo. Jedyny przedstawiciel władzy w mieście strażnik Ishi jest przekupny i niekompetentny a w dodatku nadużywa sake. Usagi przystaje do gangu Higi za pięćdziesiąt ryo miesięcznie. Gdy z rąk gangu Komo ginie jedyny przedstawiciel prawa w mieście, Usagi postanawia porozumieć się z Kato - mistrzem miecza wynajętym przez szefa tego gangu. Proponuje mu dwieście ryo za neutralność, płacone przez szefa Higi. Usagi ma plan aby w mieście przywrócić kontrolę jednego gangu, gdyż obecne warunki są to nie do zniesienia dla jego mieszkańców. Następnie przedstawia szefowi Hihi swą propozycję, która ma doprowadzić do szybkiego i zdecydowanego pokonania konkurencyjnego gangu. Szef Higi zgadza się na to, jednocześnie żądając aby po wszystkim Usagi zniknął z miasta. Przy najbliższej konfrontacji gangów z pomocą Usagiego, a przy bierności Kato, gang szefa Komo zostaje rozbity i ucieka z miasta, Usagi zgodnie z umową również jej opuszcza. Kato udaje się do szefa Higi po umówioną zapłatę, lecz ten się jej wypiera mówiąc, iż to Usagi wziął obiecane 200. Kato czuje się oszukany, obiecuje wytropić Usagiego i się z nim policzyć.  
- Nukekubi

Usagi po noclegu w domu u samotnej, starszej kobiety, wczesnym rankiem postanawia wyruszyć w dalszą drogę. Lecz kobieta swoim ględzeniem tak narzuca się samurajowi, że ten przez grzeczność opuszcza ją dopiero późnym popołudniem. Po niedługiej wędrówce zapada wieczór, samuraj postanawia skorzystać z gościny samotnego górala w jego chacie. Mimo zmęczenia Usagi nie może zasnąć, wydaje mu się, że ktoś wokół niego się porusza. Wtedy atakuje go Nukekubi - demon w postaci samej głowy bez ciała i chce go pożreć. Jest to głowa gospodarza, którego ciało leży bezwładnie na posłaniu. Po długiej i wyczerpującej walce, kilka razy ugryziony przez głowę, Usagi ogłusza demona i zamyka go w klatce na ptaki. Klatkę wraz z demonem darowuję kobiecie u której nocował, tym samym zadowalając ją bo ta teraz ma partnera do rozmowy i demona, którego ona karmi mięsem z jaszczurek Tokage.  
- Miecz Narukami

Podczas wędrówki Usagi natrafia na walkę samotnego samuraja z kilkoma przeciwnikami, zaatakowany przez jednego z nich, rani go przyłączając się tym samych do samotnego wędrowca. Po zakończonej walce ten opowiada mu swoją historię. Jest to dowódca walasli pana Masakiego - Inuyoshi. Pewnej nocy syn pana Masakiego - Yakichimi został porwany, a jako okupu zażądano pięciu tysięcy ryo oraz skarbu klanu miecza Narukami. Żądania spełniono, ale po powrocie do domu Yakichimi obwiniał Inuyoshiego, iż to z jego powodu doszło to tego wszystkiego. Pan Masaki zleca Inuyoshiemu misje odnalezienia miecza. Usagi postanawia mu w tym pomóc. We dwóch atakują ukrywającą się bandę, podczas walki ich przywódca wyznaje, że porwanie było upozorowane przez Yakichimiego. Miecz miał być zapłata dla herszta porywaczy, a okup poszedł na spłatę długu Yakichimiego. Inuyoshi po rozbiciu porywaczy zatrzymuje miecz. 
- Teru teru bozu

Usagi zatrzymał się u pewnej rodziny. Cały czas pada deszcz i aby polepszyć pogodę Usagi robi Teru teru bozu - ręcznie robioną lalkę, amulet który ma sprowadzić słoneczną pogodę. Po kolacji Usagi częstuje chłopca gospodarzy słodyczami kupionym na targu. W nocy z przejedzenia słodyczami chłopcu śnią się koszmary - Demon, który zjada jego rodziców i Usagiego. Rankiem deszcz już nie pada, Usagi buduje szczudła i wraz z chłopcem oddaję się zabawie. 
- Spotkanie na szlaku krwawego drzewa

Usagi trafia do miasta gdzie wszyscy podejrzliwie się mu przyglądają. Przed jego opuszczeniem postanawia się tylko posilić w gospodzie. Potem rusza dalej przełęczą szlakiem krwawego drzewa. W okolicy już wszyscy wiedzą, że za informację o Usagi jest nagroda 200 Ryo. Wyznaczył ja Kato, który czuje się przez niego oszukany i poszukuje go chcąc wyrównać rachunki. Pięciu rzezimieszków postanawia zaatakować Kato i odebrać mu pieniądze. Usagi widzi walkę Kato z rabusiami i rusza mu na pomoc. Przybywszy zastaje samuraja i pięć martwych ciał. Kato oskarża Usagiego o rabunek 200 ryo i szykuje się do pojedynku, Usagi próbuje wytłumaczyć zaistniałą pomyłkę. W końcu Kato daje mu wiarę i razem wyruszają do miasta piekieł by wyrównać rachunki z szefem Higą  
- Z powrotem do piekła

W drodze do miasta piekieł Usagi i Kato zatrzymują się w przydrożnej karczmie. Tam dochodzi do walki z rōninami, którzy chcą zaciągnąć się do gangu szefa Higi. Od nich dowiadują się, że szef Higi wyznaczył duża nagrodę za ich głowy.  Po rozgromieniu rōninów Usagi z kompanem docierają do miasta. Dochodzi do bezpośredniej konfrontacji, podczas walki ginie wielu ludzi gangu, szef Higa widząc co się dzieje ucieka ze swoimi ludźmi do kwatery. Tymczasem karczmarka Ayaka wzywa mieszkańców miasta by przyłączyli się do walki by obalić gang Higi. Po zakończonej walce Kato oddaje szefa Higi mieszkańcom aby oni wykonali na nim zasłużoną karę. Na koniec Kato decyduje pozostać na zawsze w mieście by pilnować prawa i porządku.
Komiks zawiera posłowie wyjaśniające czym jest Nukekubi, biografie Stana Sakai, oraz galerie okładek zeszytów 124-128 serii Usagi Yojimbo Volume Three wydawnictwa Dark Horse.